# الأتمتة ومستقبل الوظائف
الأتمتة ومستقبل الوظائف فيلم وثائقي تلفزيوني سويدي تم اصداره عام 2016 من تأليف وإخراج ماغنوس شيستروم. يتناول الفيلم كيف تؤثر التكنولوجيا الرقمية، الروبوتات والأتمتة على إعادة صياغة مستقبل الوظائف.
تم إنتاج الفيلم الوثائقي من قبل الراديو التعليمي السويدي، الشركة السويدية التعليمية للبث التلفزيوني. تم بث الفيلم على أكبر شبكة قنوات سويدية شبكة قنوات التلفزيون السويدي في أكتوبر 2016.

## المحتوى
يناقش الفيلم تأثير التطور المتسارع للتكنولوجيا الرقمية، الروبوتات وأنظمة الأتمتة على المجتمع وكيف يمكنها إعادة تشكيل سوق العمل المستقبلية، مع ذكر العديد من الأسئلة حول ما الذي سيحدث للوظائف مع دخول الربوتات مجالات الصناعة والخدمات العامة وحول امكانية ظهور وظائف جديدة بديل للوظائف التي تقوم بها الروبوتات وهل سيكون معدل ظهور الوظائف قريبا من معدل اختفائها.
سافر صناع الفيلم إلى وادي السليكون لمتابعة تطور السيارات ذاتية القيادة، التقنية التي يمكنها أن تحل محل ملايين الوظائف في مجال النقل والمواصلات. كما قاموا بزيارة المخزن المحتمل أن يكون الأكثر كفاءة في العالم، مخزن شركة كوايت لوجيستيك، المعتمد على 200 روبرت فقط بدون تدخل بشري كبير. بينما الزيارة الأكبر كانت من نصيب صحيفة لوس أنجلوس تايمز التي صنعت برامج قائمة على الخوارزميات تهدف إلى كتابه المقالات من تلقاء نفسها.
ينتهي الفيلم في مناقشة حول التداعيات المجتمعية للأتمتة وعن دور العنصر البشري مستقبلا.

## طاقم العمل
- إريك برينجولفسون: كنفسه
- كارل بينيديكت فراي: كنفسه
- سيث باوم: كنفسه
- مارتن فورد: كنفسه

## وصلات خارجية
- الأتمتة ومستقبل الوظائف على موقع IMDb (الإنجليزية)
- الأتمتة ومستقبل الوظائف على موقع فيلمافينيتي (الإسبانية)
- الأتمتة ومستقبل الوظائف على موقع كينوبويسك (الروسية)

- الصفحة الرسمية- باللغة السويدية.
- الأتمتة ومستقبل الوظائف- قاعدة بيانات الأفلام على الإنترنت.